# Hidden Mickey
 (juin 2016).
Si vous disposez d'ouvrages ou d'articles de référence ou si vous connaissez des sites web de qualité traitant du thème abordé ici, merci de compléter l'article en donnant les références utiles à sa vérifiabilité et en les liant à la section « Notes et références ».

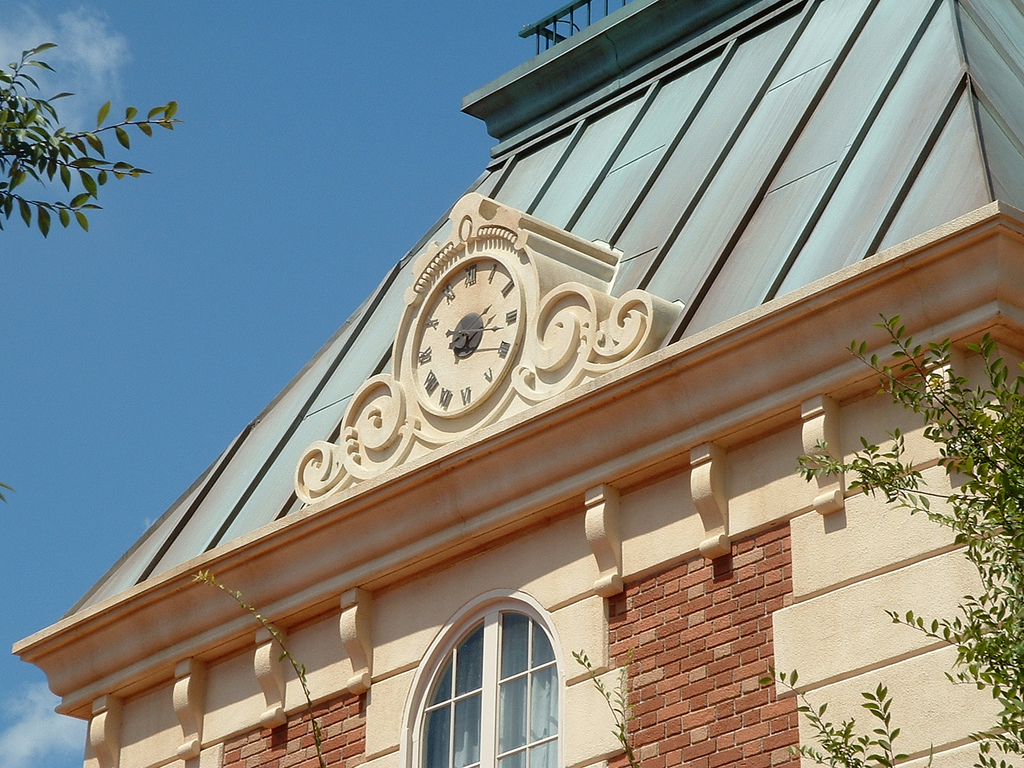
Un Hidden Mickey renversé, sur une façade d'Epcot, un parc Disney situé en Floride : le cadran de l'horloge constitue la tête, les ornements de chaque côté les oreilles.

Un Hidden Mickey (de l'anglais signifiant littéralement « Mickey caché ») est l'apparition furtive (et inattendue) d'un motif aux contours semblables à ceux de la tête de Mickey Mouse, et parfois même de l'intégralité de son corps.
Représentée par trois disques (un gros, et deux plus petits pour les oreilles), la silhouette peut par exemple être peinte, gravée, dessinée ou camouflée dans un décor. Par extension, l'apparition d'un ou plusieurs personnages de Disney dans un dessin animé — autre que celui de son histoire — est aussi appelée ainsi.

## Origines
- Il est probable que ces clins d'œil à Walt Disney soient dus au fait qu'un jour il dit :

« J'espère qu'on ne perdra jamais de vue le fait que tout commença par une souris. »

Ces références sont, en général, considérées comme des hommages des dessinateurs au créateur du personnage.
- Le premier Hidden Mickey fut référencé par Arlen Miller en 1989, dans un article qu'il écrivit pour le bulletin WDW's Eyes and Ears, destiné aux employés du parc.

## Apparitions

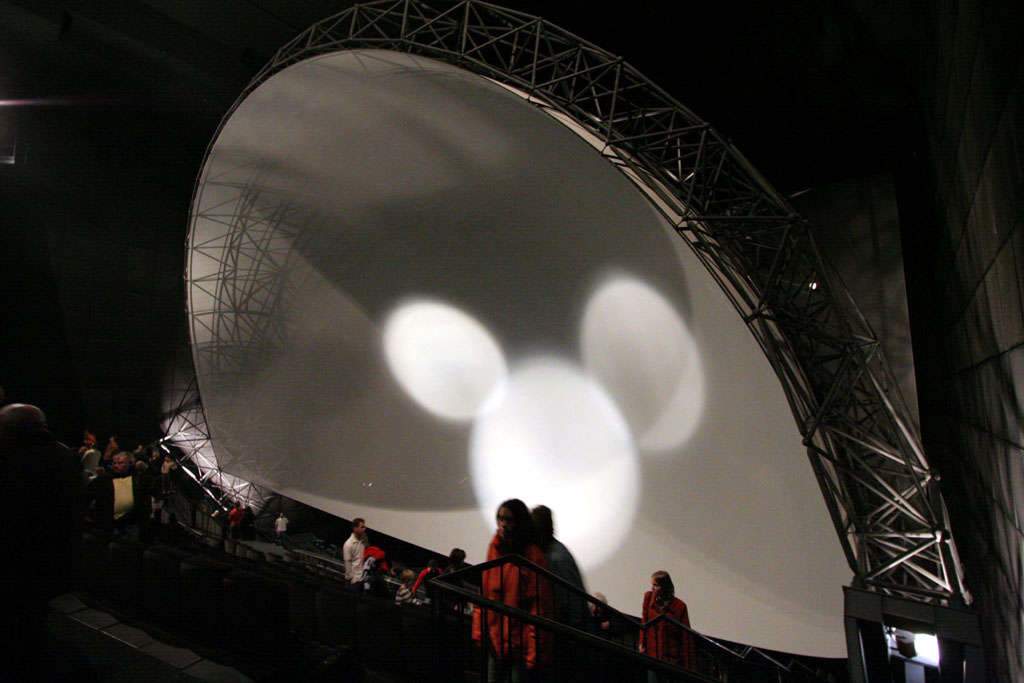
Un faux Hidden Mickey, car non intentionnel et pas réalisé par Disney.

On trouve les Hidden Mickey dans de nombreux dessins animés (en particulier dans les grands classiques de Disney), mais aussi dans les parcs à thèmes de Disneyland. De nombreux fans de Disney et de Mickey Mouse cherchent et recensent les silhouettes dans l'« univers Disney » : dessins animés, parcs à thèmes, hôtels... Dans cette « quête », qui revêt des aspects de chasse au trésor, des listes ont été dressées, et des « critères » ont été établis. Par exemple, les proportions de la tête et des oreilles de Mickey doivent être d'une certaine largeur.
Une visualisation scrupuleuse de chaque scène d'un dessin animé peut mettre au jour un ou plusieurs Hidden Mickey.

## Exemples
Bien qu'il soit difficile d'établir une liste exhaustive, voici quelques Hidden Mickey parmi bien d'autres :
- Dans Le Roi lion, au cours de la chanson Je voudrais déjà être roi, des singes retirent une petite pièce jaune de la tête de Zazu. Cette pièce représente la tête de Mickey. Au cours de ce film, un autre Hidden Mickey est visible lorsque Scar est sur le point de chanter Soyez prêtes.
- Dans Aladdin lorsque le Génie rencontre Aladdin pour la première fois, des panaches de fumée dissimulent des Hidden Mickey.
- Dans Qui veut la peau de Roger Rabbit, le scénario aidant, les références sont nombreuses. Dès le début, on peut apercevoir une figurine de Mickey Mouse dans les studios des Maroon Cartoons.
- Dans Mulan, on peut voir la tête de Mickey sur les flancs et le cou du cheval. Par extension, on considère que la gargouille du Bossu de Notre-Dame qui apparait dans le temple des gardiens de la famille de Mulan est un Hidden Mickey.
- Dans La Petite Sirène, un Hidden Mickey apparait furtivement sur le contrat qu'Ursula fait signer à Ariel, ainsi que dans les bulles créées par Ariel et Sébastien au début de la chanson Sous l'océan.